# Aboulkhaïr Khan
Aboulkhaïr Khan ou Äbilqaïyr Moukhammed Qazy Bakhadour Khan (kazakh : Әбілқайыр Мұхаммед Қазы бахадүр хан), né en 1693 et décédé en 1748, est un khan kazakh de la petite jüz (correspondant à l'ouest de l'actuel Kazakhstan) qui y exerce son pouvoir de 1718 à 1748. Nouraly Khan, un de ses fils, lui succède à cette fonction. 